# Lohberg
Lohberg là một đô thị ở huyện Cham bang Bayern nước Đức. Đô thị Lohberg có diện tích 59,25 km², dân số thời điểm ngày 31 tháng 12 năm 2006 là 2086 người.